# Toshio Shimakawa
Toshio Shimakawa (jap. 島川 俊郎, Shimakawa Toshio; * 28. Mai 1990 in Ichikawa, Präfektur Chiba) ist ein japanischer Fußballspieler.

## Karriere
Toshio Shimakawa erlernte das Fußballspielen in der Jugendmannschaft des Erstligisten Kashiwa Reysol in Kashiwa. Seinen ersten Vertrag unterschrieb er 2009 bei Vegalta Sendai. Der Verein aus Sendai, einer Großstadt in der japanischen Präfektur Miyagi, spielte in der zweithöchsten Liga des Landes, der J2 League. Im ersten Jahr wurde er mit Sendai Meister der zweiten Liga und stieg in die erste Liga auf. Von Januar 2012 bis Juli 2012 wurde er an den Zweitligisten Tokyo Verdy ausgeliehen. Direkt im Anschluss lieh ihn der in der Japan Football League spielende Blaublitz Akita aus Akita aus. Im Dezember 2012 kehrte er zu Vegalta Sendai zurück. Von Juni 2013 bis Dezember 2013 wurde er nochmals von Blaublitz Akita ausgeliehen. Nach der Ausleihe wurde er von dem Drittligisten Anfang 2014 fest verpflichtet. 2016 nahm ihn der Zweitligaaufsteiger Renofa Yamaguchi FC aus Yamaguchi unter Vertrag. Hier kam er bis Mitte 2016 zweimal in der zweiten Liga zum Einsatz. Mitte 2016 ging er auf Leihbasis bis Ende des Jahres zum Drittligisten Tochigi SC nach Utsunomiya. Am Ende der Saison wurde er mit Club Vizemeister. Beim Erstligisten Ventforet Kofu unterschrieb er Anfang 2017 einen Zweijahresvertrag. Ende 2017 musste er mit dem Club aus Kōfu den Weg in die zweite Liga antreten. Hier spielte er noch eine Saison. Der Erstligaaufsteiger Ōita Trinita aus Ōita nahm ihn ab 2019 unter Vertrag. Für Trinita stand er 52-mal auf dem Spielfeld. Im Januar 2021 wechselte er ablösefrei zum Ligakonkurrenten Sagan Tosu nach Tosu.

## Erfolge
Vegalta Sendai
- J2 League

Meister: 2009  ▲
Tochigi SC
- J3 League

Vizemeister: 2016